# テリファー 聖夜の悪夢
『テリファー 聖夜の悪夢』（テリファー せいやのあくむ、TERRIFIER 3）とは、アメリカ合衆国のホラー映画である。本作はテリファーシリーズの第3弾であり、『テリファー 終わらない惨劇』の続編である。

## あらすじ
『テリファー 終わらない惨劇』で殺人ピエロのアート・ザ・クラウンが起こした事件から5年後、生き残りであるシエナは精神病院を退院して叔母の家族と同居する。姪のガブスとの関係も良好だった一方、シエナはアートの幻覚を見るなど事件の記憶に苦しめられていた。
そのアートは復活を遂げ、シエナに近づいていた。

## 制作
本作を超自然的な作風にするという方針は第2作の制作中に立てられていた。監督のダミアン・レオーネは元々カトリック教徒で神話のビジュアルも気に入っていたため、宗教的な要素を取り入れたいと考えていた。また、レオーネはホラー映画の悪役の強烈な個性に対し、ヒーローのキャラクター性の薄さを感じていたため、本作においてはシエナの個性を際立たせる取り組みが行われた。
クリスマスを題材とするアイデアは撮影スタッフからの提案である。それを採用した理由について、レオーネはアートが特定の設定や季節に縛られるべきではないとしたうえで、クリスマスホラーというサブジャンルに親近感があり、『暗闇にベルが鳴る』や、『ハリウッド・ナイトメア』の1エピソードである「殺人ゲームはサンタと共に」といった殺人サンタクロースが出てくる物語が好きだったと「映画.com」とのインタビューの中で語っている。
本作では子どもが登場する都合上、撮影に際しては子役俳優のケアを最優先する方針が取られ、必要な場合を除いてスタッフから子役たちには最小限の情報のみが伝えられた。たとえば子どもが爆発に巻き込まれる場面の場合、先に爆発が起こるまでの場面を子役がいる状態で収録し、1か月後に爆発の場面の収録が行われた。大半の子役は自分の役が爆死することを知らされておらず、状況を察知した者から問い合わせがあった際は爆発が起きないことをやんわりと伝えたとレオーネはリモートインタビューの中で答えている。また、撮影に際しては俳優組合による厳しいルールが敷かれており、本作はその枠組みの中で撮影された。

## 反響
本作はMPAAの審査を受けていない作品（以下：NR作品）ながらも、北米で初週興収1890万ドルをたたき出すなど、異例のヒットを出した。
ハリウッドレポーターは複数の要因を挙げている。まず、コロナ禍と2023年のストライキの影響により、映画館の上映スケジュールが不安定になっていた。また、前週に公開された『ジョーカー：フォリ・ア・ドゥ』の興行収入が振るわなかったことに加え、前売り券の売り上げやSNSでの評判から確実なヒットが見込んで本作を上映する映画館が出てきた。加えて、配給元のCineverseはホラーファン向けウェブサイトや配信チャンネル、ならびにポッドキャストのネットワークを持っており、これらを通じた宣伝はマーケティング費用以上のメディア価値があったとみられた。
また、アメリカの多くの映画館では本作をR指定（17歳未満は保護者の同伴が必要）として上映しており、保護者の同伴がないティーンエイジャーがアニメ映画『野生の島のロズ』のチケットを購入後に本作が公開されているスクリーンに忍び込んだ可能性が指摘されている
一方、イギリスではプレミア上映で数名が退席し、１人が鑑賞中に嘔吐する事態が起きた。レオーネは日本のニュースサイト「シネマトゥデイ」とのリモートインタビューの中で、各国のプレミアに赴き、観客の反応を確認していると言い、ある映画館での途中退席者は「アートが子どもたちにプレゼントを渡す場面で何が起こるのか察知してパニックになった」とのことで、その際は落ち着くよう本人に声をかけたと話している。
日本においてはR18+指定で上映された。